# Hof zum Gensfleisch

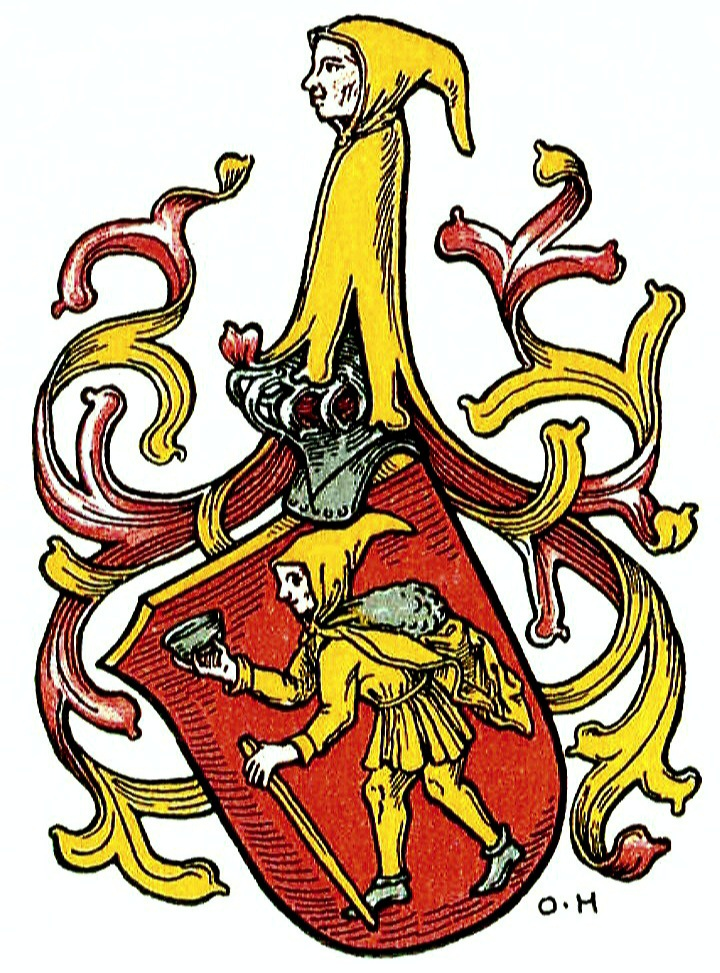
Wappen der Patrizierfamilie Gensfleisch (zum Gutenberg) zu Mainz, Grafik von Otto Hupp

Der Hof zum Gensfleisch war ein spätmittelalterliches Patrizierhaus in der Mainzer Altstadt. Im 14. und 15. Jahrhundert war er in Besitz der Mainzer Patrizierfamilie Gensfleisch, die sich nach ihm benannte. Der Hof bestand bis in das späte 17. Jahrhundert und wurde durch den Neubau des Wambolter Hofs ersetzt.
Der Hof zum Gensfleisch lag mit seiner Frontseite an der Emmeransstraße (in Höhe der heutigen Emmeransstraße Nr. 23) und mit seiner Längsseite entlang der damaligen Marktstraße, heute Pfandhausstraße. Wie im Mainzer Spätmittelalter üblich, dürfte der Hof aus einer Ansammlung mehrerer größerer und kleinerer Gebäude, die sowohl repräsentativen, kaufmännischen wie auch handwerklichen Zwecken dienten, bestanden haben. Brunnen und Freiflächen für Gemüsegärten oder Obstanlagen und ein Innenhof ergänzten wahrscheinlich die Hofanlage. Die bildhafte Darstellung auf dem Maskopp’schen Plan zeigt ein zweiflügeliges Gebäude mit einer Front zur heutigen Pfandhausstraße und eine, etwas nach hinten versetzte, Front zur Emmeransstraße. Es wird vermutet, dass er, ebenso wie andere Stammsitze der Mainzer Patrizierfamilien im 14. und 15. Jahrhundert, befestigt war und damit in Krisenzeiten verteidigt werden konnte.
Wann der Hof zum Gensfleisch (auch: Gänsfleisch) erbaut wurde, ist nicht bekannt. Ein Gebäude muss bereits zum Ende des 14. Jahrhunderts bestanden haben. Erstmals wird er unter diesem Namen 1306 in einem Zinsbuch erwähnt. In der Stadtaufnahme von 1568 und 1594 findet er sich ebenso wie in dem 1575 erstellten Maskopp’schen Plan sowie späteren Dokumenten. Eine anekdotische Überlieferung in der Genealogie des Mainzer Geschlechtes Gänsfleisch von 1900 führt den Namen des Hofes auf einen früheren Besitzer zurück, dessen Lieblingsspeise Gänsefleisch gewesen sein soll. Der ursprünglich scherzhaft gemeinte Anname übertrug sich auf dessen Wohnsitz, der somit „zu dem Gänsefleisch“ genannt wurde. Der Besitzer, Herbord genannt Gänsefleisch, wird in einer Urkunde aus dem Jahr 1293 als bereits verstorben erwähnt.
Friele Rafit der Jüngere, ein Mainzer Patrizier und Ratsherr, erwarb um 1330 den Hof zum Gensfleisch und nannte sich seitdem, wie damals üblich, nach dem neuen Besitz „Friele zum Gensfleisch“. Der Hof befand sich etwas über 100 Jahre im Besitz der Familie Gensfleisch. Nach dem Tod des Friele zum Gensfleisch scheint das Anwesen zwischen seinen beiden Söhnen Petermann und Clas aufgeteilt worden zu sein. Im Laufe der nächsten Jahrzehnte gehen Teile des Hofs auf verschiedene Mainzer Patrizierfamilien über, die größtenteils mit den Gensfleisch und später den Gutenberg verwandt oder verschwägert waren. 1433 wird Rudolf zum Gensfleisch als Bewohner, möglicherweise auch Besitzer eines Teils des Anwesens, genannt. 1457 bewohnt Henne Gensfleisch, Rudolfs älterer Bruder, das Anwesen. Zu Zeiten von Johannes Gutenbergs Aufenthalt in Mainz im Jahr 1443 scheint der Hof schon nicht mehr im direkten Familienbesitz der Gensfleisch (später Gutenberg) gewesen zu sein. Gutenberg mietet von Ort zum Jungen dessen Familienhof Zum Jungen in der Altenauergasse als Wohnsitz für drei Jahre. Der Hof zum Gensfleisch war zu dieser Zeit in den Besitz der Margarethe zum Fürstenberg (aus dem Familienverband der Löwenhäupter) übergegangen die ihn an Henne von Sorgenloch vermietet hatte. 1569 wurde der Erzbischof von Mainz Besitzer des Hofes zum Gensfleisch. Er wies ihn dem Vizedom der Stadt als Wohnsitz zu. Noch die Stadtaufnahme von 1657 nennt den Vizedom Freiherr Heinrich Brömser von Rüdesheim als Bewohner des Hofes.
Spätestens 1702 wurde der Hof zum Gensfleisch abgerissen und durch den Barockbau des Wambolter Hofs ersetzt. Dieser wurde im Zweiten Weltkrieg teilweise zerstört, die baulichen Überreste 1953 gegen den Protest der Bevölkerung abgerissen.